# Alluaivite
La alluaivite è un minerale appartenente al gruppo dell'eudialite.